# Sanmin
Le district de Sanmin (chinois traditionnel : 三民區; ; pinyin : Gǔshān Qū ; Wade : San-min Chü) est l'un des douze districts de Kaohsiung.

## Histoire
Pendant la dynastie Ming, les familles Wang, Tsai et Cheng ont construit des maisons dans la région pour cultiver la terre. La zone a donc été nommée Sankuaicuo (三塊厝; 'Trois Maisons'). Après la rétrocession de Taïwan du Japon à la république de Chine, la région a été renommée Sanmin pour donner le bon exemple.

## Éducation
- Université des Langues Ursulines de Wenzao
- Université médicale de Kaohsiung
- Université nationale des sciences et technologies de Kaohsiung
- Lycée Sanmin de municipalité de Kaohsiung

## Attractions touristiques
- Musée de la vision de Kaohsiung
- Musée culturel de Hakka Kaohsiung
- Musée national des sciences et de la technologie
- Parc des zones humides de Zhongdu
- Rue centrale de Sanfong

## Transports
- Kaohsiung Main station
- Minzu Station
- Le district est desservi par la ligne rouge du Métro de Kaohsiung. Les stations de Sanmin sont Houyi Station et Kaohsiung Main Station.